# Segni di squilibrio
Segni di squilibrio è il terzo mixtape del rapper italiano Jesto, pubblicato nel 2008 dalla ALTOent.
Nel 2012 è stata distribuita gratuitamente una riedizione del mixtape denominata Segni di squilibrio (Jesto Forum Edition), contenente la bonus track Da un altro pianeta.

## Tracce
1. Segni – 0:47
2. Murda – 2:53
3. Stripclub – 2:45
4. Ballala – 3:44
5. Telafaccioscendere – 4:16
6. Non è vero – 3:01
7. Hustla – 2:43
8. Fuck – 2:55
9. In questo club (feat. Hyst) – 2:54
10. Il mostro – 3:35
11. Se sapessi – 2:49
12. Fottere con me (feat. Hyst) – 3:19
13. Meglio la notte – 3:53
14. Fuori di testa – 2:18
15. Bella – 2:33
16. Un cazzo di nessuno – 2:35
17. Daje RMX (feat. Jimmy, Saga, Hyst, Gemitaiz, Canesecco, Ciki Vinz & Etto) – 5:25
18. X quelli come me – 3:46

Traccia bonus nella Jesto Forum Edition
1. Da un altro pianeta – 3:27